# Niviventer coninga
Niviventer coninga is een knaagdier uit het geslacht Niviventer dat voorkomt op Taiwan. Deze soort wordt vaak N. coxingi genoemd, maar die naam is incorrect. Een populatie uit Noord-Myanmar is vroeger tot deze soort gerekend, maar dat is een aparte, nog onbeschreven soort. Volgens een analyse van de verschillen in het cytochroom b-gen is N. coninga verwant aan onder andere N. tenaster. Deze soort lijkt oppervlakkig op N. rapit uit Borneo.
Niviventer andersoni · Niviventer brahma · Niviventer bukit · Niviventer cameroni · Niviventer confucianus · Niviventer coninga · Niviventer cremoriventer · Niviventer culturatus · Niviventer eha · Niviventer excelsior · Niviventer fengi · Niviventer fraternus · Niviventer gladiusmaculus · Niviventer excelsior · Niviventer gracilis† · Niviventer hinpoon · Niviventer huang · Niviventer lepturus · Niviventer lotipes · Niviventer mekongis · Niviventer niviventer · Niviventer pianmaensis · Niviventer preconfucianus† · Niviventer rapit · Niviventer sacer · Niviventer tenaster